# ختی سوم
ختی سوم یا ستی سوم پادشاهی در دودمان نهم مصر باستان بوده است که نامش در فهرست تورین آمده. احتمال دارد که او پدر مریکارع و پسر ختی دوم بوده باشد.
ختی هم‌دوره آنتف سوم (۲۰۶۹ تا ۲۰۶۱ پ. م) بوده است. از این رو بعضی متخصصان بر این باورند که او می‌توانسته فرعونی از دودمان دهم بوده باشد. او توانست نوم ابیدوس را اشغال کند ولی به احتمالی شهر از او بازپس گرفته شد و یک قرارداد آتش‌بس میان او و اینتف به امضا رسید. او پس از آن خود را مشغول بیرون راندن آسیایی‌ها از شمال مصر کرد.
می‌توان گفت که ختی سوم در عرصهٔ سیاست مصر هنرمندی بوده که به کار خود مسلط و در عین حال محتاط بوده. او مطالعاتی در تاریخ مصر و ادیان مصریان و ادبیات پیشینیان داشته و مانند برخی امپراتوران فرهنگ‌دوستی چون آشوربانی‌پال، کتابخانه‌ای مجهز داشته. در یکی از متن‌های باقی مانده از دوران او می‌توان اندرزهایش به پسر و جانشینش را دید. از جمله سخنان به یاد ماندنی ختی در این متن جمله زیر است:
کسی که مکنت ندارد یاغی است.